# The Dark Side of the Sun
Pour plus de détails, voir Fiche technique et Distribution.
The Dark Side of the Sun est un film américano-yougoslave réalisé par Bozidar Nikolic, tourné en 1988.

## Synopsis
Rick est un jeune américain qui souffre d'une maladie de la peau très rare l'empêchant de s'exposer à la lumière du soleil. Son père l'emmène en Yougoslavie pour rencontrer un guérisseur mais le traitement ne fonctionne pas. Rick rencontre Frances, une jeune actrice, dont il tombe amoureux. Dans un premier temps, il l'aborde couvert de son casque de moto servant à le protéger des rayons du soleil. Dans un second temps, Rick décide de profiter de la vie au maximum et de s'exposer au soleil visage nu, même s'il doit en mourir. La jeune actrice lui confie alors son intérêt grandissant pour le mystérieux motard masqué.

## Fiche technique
- Réalisation : Bozidar Nikolic
- Scénario : Andrew Horton et Željko Mijanović
- D'après une histoire de : Nikola Jovanovič
- Photographie : Bozidar Nikolic
- Montage : Petar Jakonic
- Musique : Voki Kostić et Kornelije Kovač
- Pays de production :  États-Unis,  Yougoslavie
- Langue originale : anglais
- Format : couleur
- Genre : drame romantique
- Durée : 101 minutes
- Dates de sortie : 
  - Japon : 20 décembre 1997

## Distribution
- Brad Pitt  : Rick
- Cheryl Pollak : Frances
- Guy Boyd : le père de Rick
- Milena Dravić : la mère de Rick
- Spake : Nikola Jovanovič
- Gorica Popović : Nina
- Stole Aranđelović : le guérisseur

## Production
Le film a été tourné en 1988 en Yougoslavie mais la plupart des pellicules du tournage sont perdues lorsque la guerre civile éclate et le film n'est diffusé pour la première fois dans son intégralité qu'en 1997, Brad Pitt, inconnu au moment du tournage, étant entretemps devenu une star mondiale. À ce jour, un différend oppose Nikola Jovanovič – l'auteur de l'histoire originale d'après laquelle a été écrit le scénario – et le producteur ABJ Chicago Film. Nikola Jovanovič est toujours en attente d'un contrat en bonne et due forme pour ainsi faire valoir ses droits d'auteur.